# 日耳曼敦 (紐約州)
日耳曼镇（英語：Germantown）是位于美国纽约州哥伦比亚县的一个镇，地处哥伦比亚县西南部、哈德逊河东岸。2010年美国人口普查时，该镇有1954人。日耳曼镇建于1788年，是哥伦比亚县最早建立的七个镇之一。